# ポージャ・デ・ポトリロス
ポージャ・デ・ポトリロス（Gran Premio Polla de Potrillos）はアルゼンチン共和国のパレルモ競馬場で開催される競馬の競走である。ダート1600メートル、出走条件は3歳馬で例年9月に開催される。アルゼンチン三冠の第1戦として位置づけられている。

## 近年の優勝馬
- 1990年 Oceanside
- 1991年 Intérprete
- 1992年 Valenti
- 1993年 Bat Cana
- 1994年 Berliner
- 1995年 Gentlemen
- 1996年 Refinado Tom
- 1997年 Golfer
- 1998年 Chevillard
- 1999年 Asidero
- 2000年 City West
- 2001年 Ice Point
- 2002年 El Charlatan
- 2003年 Fogoso Nov
- 2004年 Urquell
- 2005年 Gold for Sale
- 2006年 Dancing for Me
- 2007年 Ilusor
- 2008年 Mi Amiguito
- 2009年 Don Valiente
- 2010年 Es Corino
- 2011年 Chuck Berry
- 2012年 Sol Planet
- 2013年 Peten Itza
- 2014年 El Moises[3]
- 2015年 Le Blues[4]
- 2016年 In The Dark[5]
- 2017年 The Great Day[6]
- 2018年 American Tattoo
- 2019年 Mirinaque
- 2020年 Top One City
- 2021年 Irwin
- 2022年 El Musical[7]
- 2023年 El Kodigo[8]
- 2024年 Giustino[9]